# Isopisthus
Isopisthus és un gènere de peixos de la família dels esciènids i de l'ordre dels perciformes.

## Morfologia
- Cos allargat i molt comprimit.
- Ulls grossos.
- Boca obliqua i mandíbula inferior sortint.
- A l'extrem de la mandíbula superior tenen un parell de dents canines grosses i corbes.
- Mentó sense barbons.
- Preopercle feblement serrat.
- Aleta dorsal dividida en dues parts separades.
- Escates llises.

## Taxonomia
- Isopisthus parvipinnis (Cuvier, 1830)[2]
- Isopisthus remifer (Jordan & Gilbert, 1882)[3][4][5][6][7][8][9]